# Copiii soarelui (piesă de teatru)

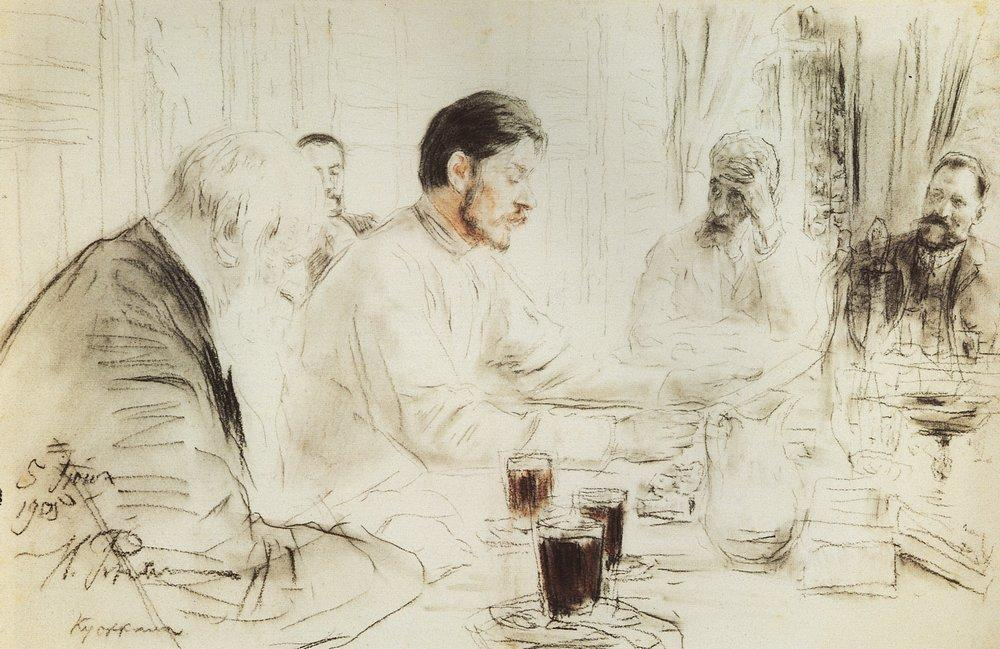
Maxim Gorky citind drama sa Copiii soarelui în casa artistului Ilia Repin, care a făcut desenul în 1905.

Copiii soarelui (în rusă Дети солнца) este o piesă de teatru în patru acte din 1905 a lui Maxim Gorki. A fost scrisă atunci când a fost încarcerat pentru un scurt timp în Fortăreața Petru și Pavel din Sankt Petersburg în timpul nereușitei revoluții ruse din 1905. Gorki pare să fi scris piesa mai mult în ultimele opt zile de închisoare, înainte de eliberarea sa din 2 februarie 1905, ca răspuns la protestele internaționale pentru închiderea unui scriitor atât de important. Piesa are loc în timpul unei epidemii de holeră din 1862, dar se raportează la evenimentele contemporane scrierii sale.

## Producție
Piesa a fost inițial interzisă, dar autoritățile imperiale au permis să aibă premiera la 24 octombrie 1905 la Teatrul de Artă din Moscova. Având în vedere condițiile din oraș, atmosfera a fost atât de tensionată încât publicul a început să intre în panică ca răspuns la zgomotele gloatei din actul al III-lea. Kachalov a fost nevoit să oprească piesa pentru a-i asigura că, deși personajul său ar putea fi în pericol în fața gloatei, publicul nu a fost. 

## Distribuția premierei
- Vasili Kacealov ca profesor Protassov
- Maria Andreiva ca Lisa, sora sa
- Maria Germanova ca Elena, soția lui Protassov
- Leonid Leonidov ca Dimitri Vaguin, artist și prieten al profesorului
- Vasili Lujski ca Boris Cepurnoi
- Olga Knipper ca Melania, sora lui Cepurnoi, care îl iubește pe profesor
- Ivan Moskvin ca Nazar Avdeievici
- Vladimir Gribunin ca Iakov Troșin
- Mihail Gromov ca Igor, asistentul profesorului
- Elena Muratova ca Antonovna, bonă
- Nina Litovtseva ca Fima, servitoare
- Sofia Haliutina ca Lușa, servitoare
- Alexandru Adașev ca medic

## Rezumat
Titlul se referă la elita intelectuală privilegiată a Rusiei, epitomizată de Protassoff, cu o gândire înaltă și idealistă, dar care practic nu știe ce se întâmplă în jurul ei în straturile inferioare ale societății. Lisa, în schimb, este bolnavă, nervoasă și conștientă profetic de o criză iminentă. Piesa are loc în timpul unei epidemii de holeră din 1862 în Rusia, în care teama a determinat oamenii să acționeze, dar se referă la evenimente contemporane scrierii sale.